# Santo Stefano del Sole
Santo Stefano del Sole község (comune) Olaszország Campania régiójában, Avellino megyében.

## Fekvése
A megye délkeleti részén fekszik. Határai: Cesinali, San Michele di Serino, Santa Lucia di Serino, Sorbo Serpico és Volturara Irpina.

## Története
Első említése a 11. századból származik. A következő századokban nemesi birtok volt. A 19. században nyerte el önállóságát, amikor a Nápolyi Királyságban felszámolták a feudalizmust.

## Népessége
A népesség számának alakulása:

## Főbb látnivalói
- San Giuseppe-templom
- Santo Stefano-templom
- Madonna dell’Immacolata Concezione-templom
- Madonna dell’Annunziata-kápolna